# Extensão elétrica

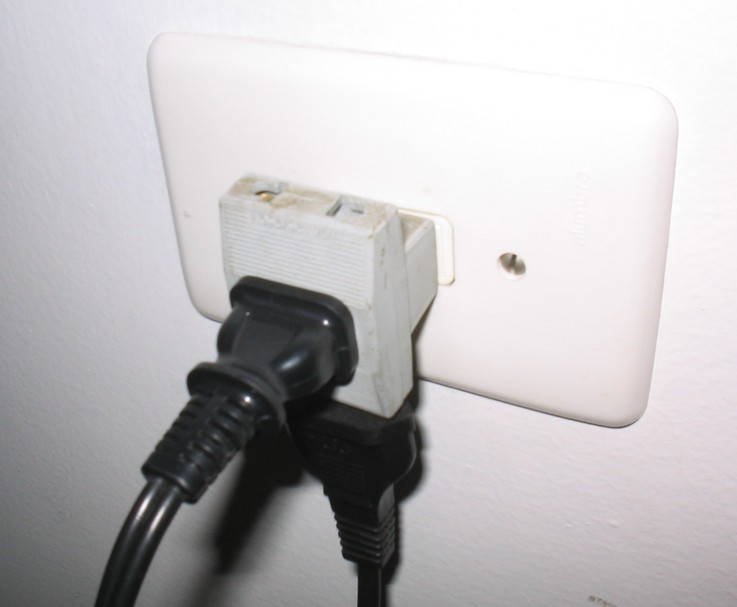
Duas entradas elétricas conectando seus respectivos aparelhos a um multiplicador de tomadas.

Extensão elétrica  significa porção de cabo ou fio elétrico, munido ou não de fichas adaptadoras, normalmente destinado a interligar dois ou mais sistemas elétricos distantes entre si.
Nos aparelhos, existem os chamados "cabos de alimentação", que não são mais do que pequenos troços de cabo elétrico munidos de ficha para ligação à rede de alimentação. 
Em geral, o conceito e uso da palavra energia se refere "ao potencial inato para executar trabalho ou realizar uma ação". A palavra é usada em vários contextos diferentes. O uso científico tem um significado bem definido e preciso enquanto muitos outros não são tão específicos.
O termo energia também pode designar as reações de uma determinada condição de trabalho, como, por exemplo, o calor, trabalho mecânico (movimento) ou luz graças ao trabalho realizado por uma máquina (por exemplo motor, caldeira, refrigerador, alto-falante, lâmpada, vento), um organismo vivo (por exemplo os músculos, energia biológica) que também utilizam outras forma de energia para realizarem o trabalho, como o uso do petróleo que é um recurso natural não renovável e também a principal fonte de energia utilizada no planeta atualmente. A etimologia da palavra tem origem no idioma grego, onde εργοs (ergos) significa "trabalho".
Qualquer coisa que esteja a trabalhar - por exemplo, a mover outro objeto, a aquecê-lo ou a fazê-lo ser atravessado por uma corrente eléctrica - está a gastar energia (na verdade, ocorre uma "transferência", pois nenhuma energia é perdida, e sim transformada ou transferida a outro corpo). Portanto, qualquer coisa que esteja pronta a trabalhar possui energia. Enquanto o trabalho é realizado, ocorre uma transferência de energia, parecendo que o sujeito energizado está a perder energia. Na verdade, a energia está a ser transferida para outro objecto, sobre o qual o trabalho é realizado. O conceito de Energia é um dos conceitos essenciais da Física. Nascido no século XIX, pode ser encontrado em todas as disciplinas da Física (mecânica, termodinâmica, eletromagnetismo, mecânica quântica, etc.), assim como em outras disciplinas, particularmente na Química.